# Бургерт, Йонас
Йонас Бургерт (нем. Jonas Burgert; род. 1969, Западный Берлин) — современный немецкий художник.

## Жизнь и творчество
Йонас Бургерт изучает искусство в 1991—1996 годах в берлинской Высшей школе искусств (UdK). С 1997 года он ученик художника Дитера Хакера. В 1998 по 2000 год живёт и работает в Египте, получив поощрительную стипендию от UdK. Начиная с 1999 года Бургерт сотрудничает с художником Ингольфом Кейнером; совместно они в 1999—2005 годах организуют 4 выставки своих Фракталий (последняя — в берлинском Дворце Республики, перед его сносом).
Большеформатные настенные полотна Бургерта в начальный период его творчества заполняли восточные мотивы и орнаменты, переплетающиеся клеточные структуры. Особую роль в его абстракциях играли знаки и образы из древних, исчезнувших культур, таких, как древнеегипетская. Начиная с 2003 года художник обращается к фигуративной живописи, на его картинах этого периода можно увидеть людей и животных, шаманов и обитателей современных мегаполисов, актёров Комедии-дель-Арте и скелеты, выточенные из дерева. Фантастические миры, создаваемые художником, отражают в то же время и реальные проблемы человека нашего времени — такие, как противостояние жизни и смерти, отношение к другим культурам и к животным, и др.
Картины Й.Бургерта можно встретить в музеях и частных собраниях Германии и Америки (Берлин, Гамбург, Денвер и другие).

## Галерея
- Й.Бургерт Фракталы IV (Смерть).